# タメル・アル・モハンディ
タメル・アル・モハンディ（Thamer Al Mohannadi、1988年8月9日 - ）はカタールの男子スピードスケート選手。
カタールから初の出場となった2011年アジア冬季競技大会での4人のスピードスケート選手のうちの一人である。開会式では選手団を代表して旗手を務めている。
出場した男子500メートルでは予選最下位ではあったが、湾岸地域における記録を更新している。